# Musée de Djemila
Le musée de Djemila est un musée situé au cœur de la cité antique Djemila ou Cuicul dans la wilaya de Sétif en Algérie, qui présente les pièces archéologiques découvertes dans cette cité romaine fondée sous le règne de l'empereur Nerva et classée patrimoine mondial par l'Unesco depuis 1982. Le musée est composé d’un jardin, d’une cour et de trois salles couvertes destinées aux expositions.

## Historique

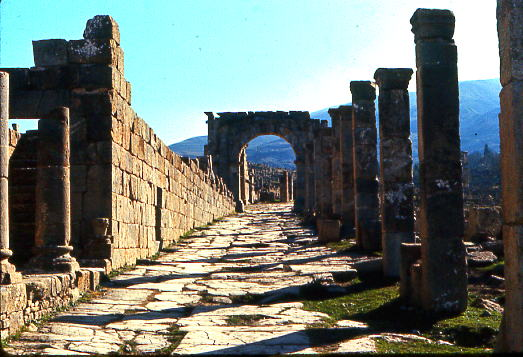
La cité antique Djemila.

Le musée de Djemila a été bâti dans le but d'offrir un espace d'exposition pour les vestiges et pièces découvertes lors des fouilles sur le site archéologique de Djemila qui ont débuté en 1910, d'après les rapports établis par l'architecte français Albert Ballu et qui ont été poursuivies jusqu’en 1957.
Il a été construit en 1911, et a bénéficié de deux extensions en 1915 et 1930.

## Collections

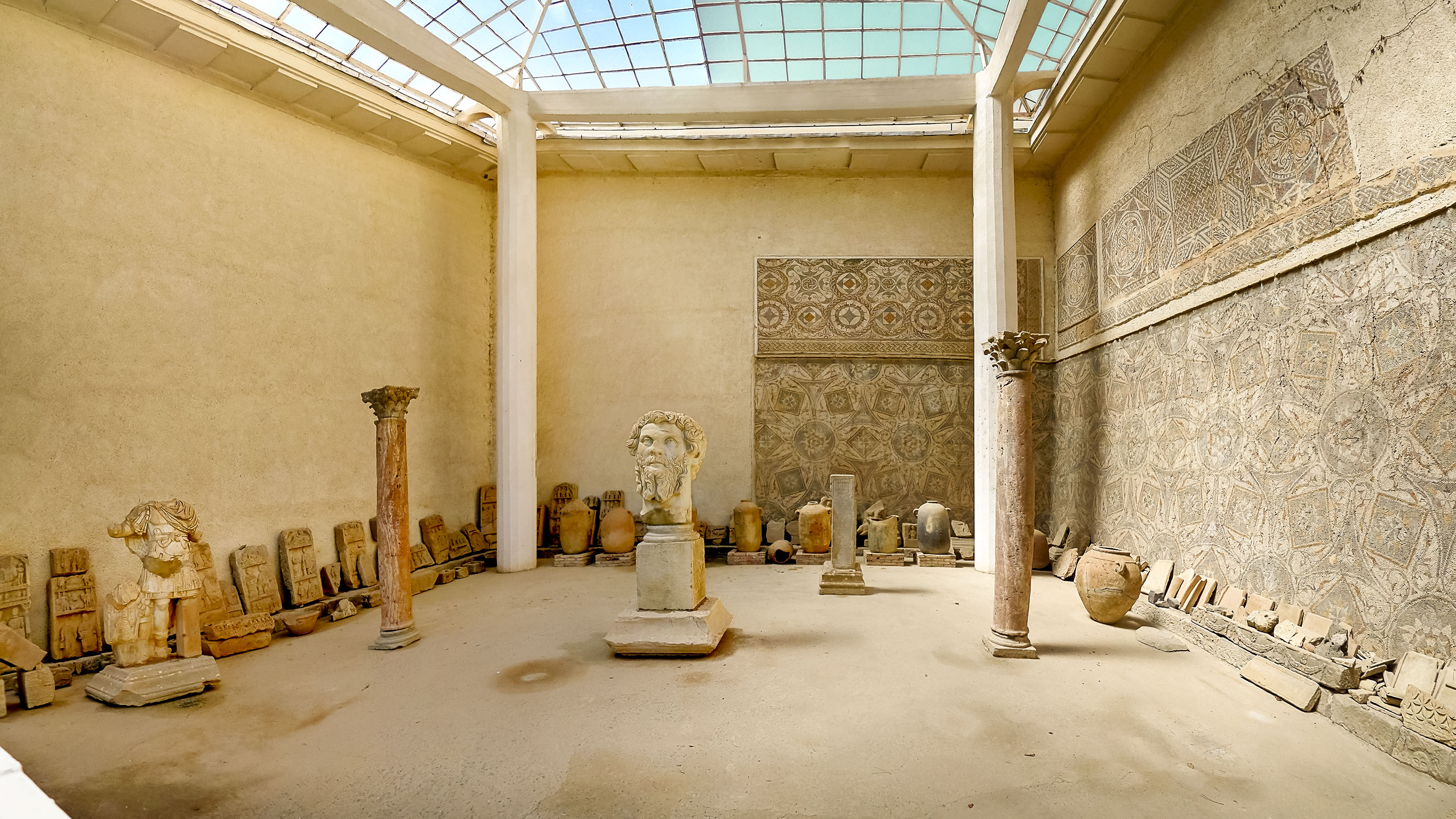
Une salle d'exposition au musée

Les grands murs du musée sont dédiés aux mosaïques qui se trouvaient sur le site et retirées pour les préserver. Elles représentent, pour la plupart, des scènes de la mythologie romaine, et sont dans un parfait état de conservation. Elles affichent notamment des couleurs absolument spectaculaires. 
Les vitrines renferment de nombreux objets usuels extraits du site, mobiliers, vaisselle, ustensiles, bijoux anciens, des magnifiques statues, des stèles funéraires et des monnaies. Une belle collection de sarcophages, de lampes païennes et chrétiennes, des stucs figurés et de nombreux autres documents archéologiques.
Les inscriptions trouvées lors des fouilles révèlent des origines diverses: de Rome, d'Hippone, de Cirta, et de Carthage.
On y trouve, une statue de Vénus la déesse de l'amour, une autre d'Hercule un héros de la mythologie romaine, une statue du dieu romain Saturne, une buste de Bacchus, etc.
Le musée présente également des maquettes montrant l'évolution du site de Djemila au fil des siècles. Sont aussi visibles des photos de quelques campagnes de fouilles menées par les archéologues.

## Quelques œuvres exposées au musée

Quelques Œuvres exposées au musée de Djemila
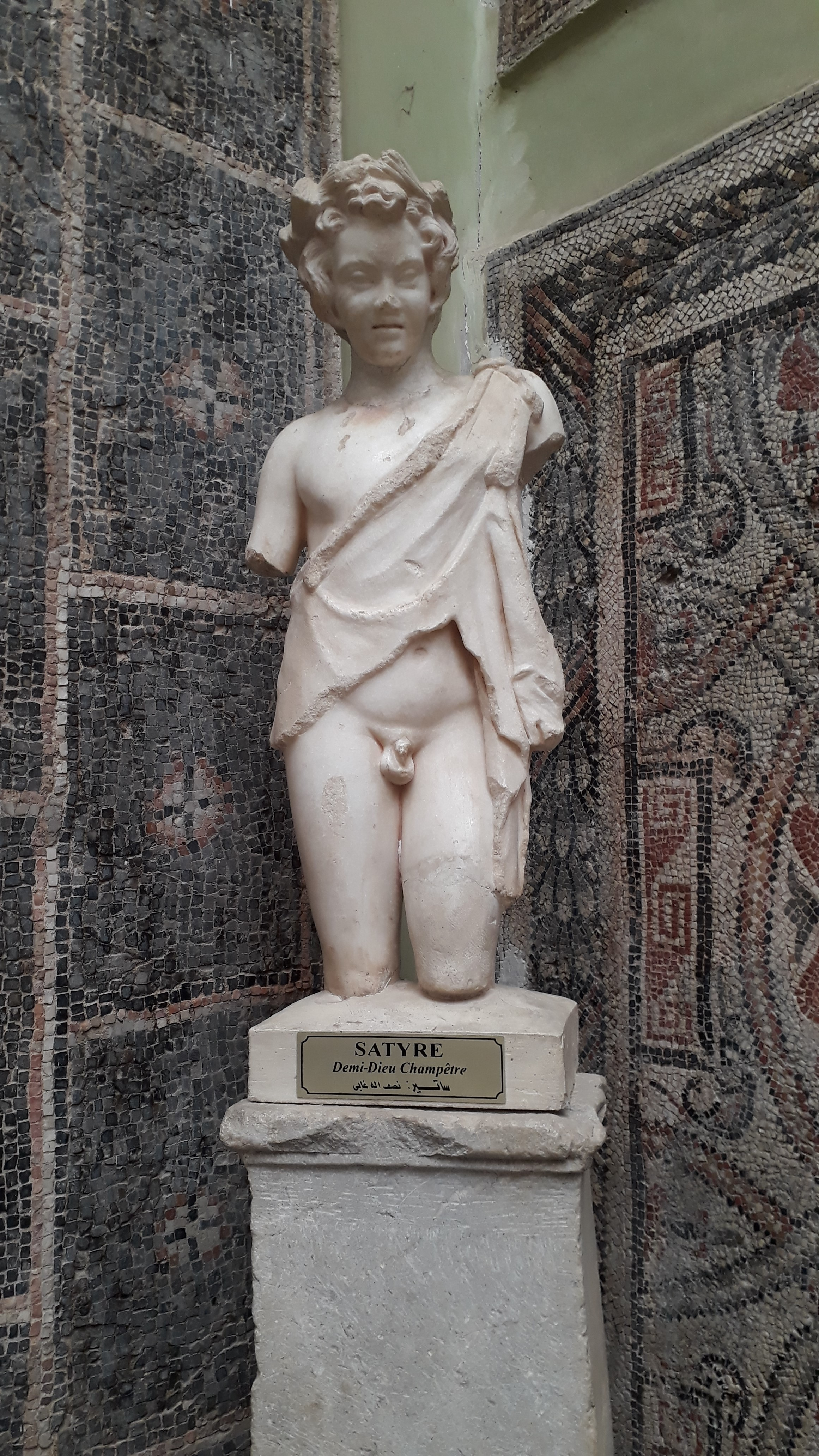
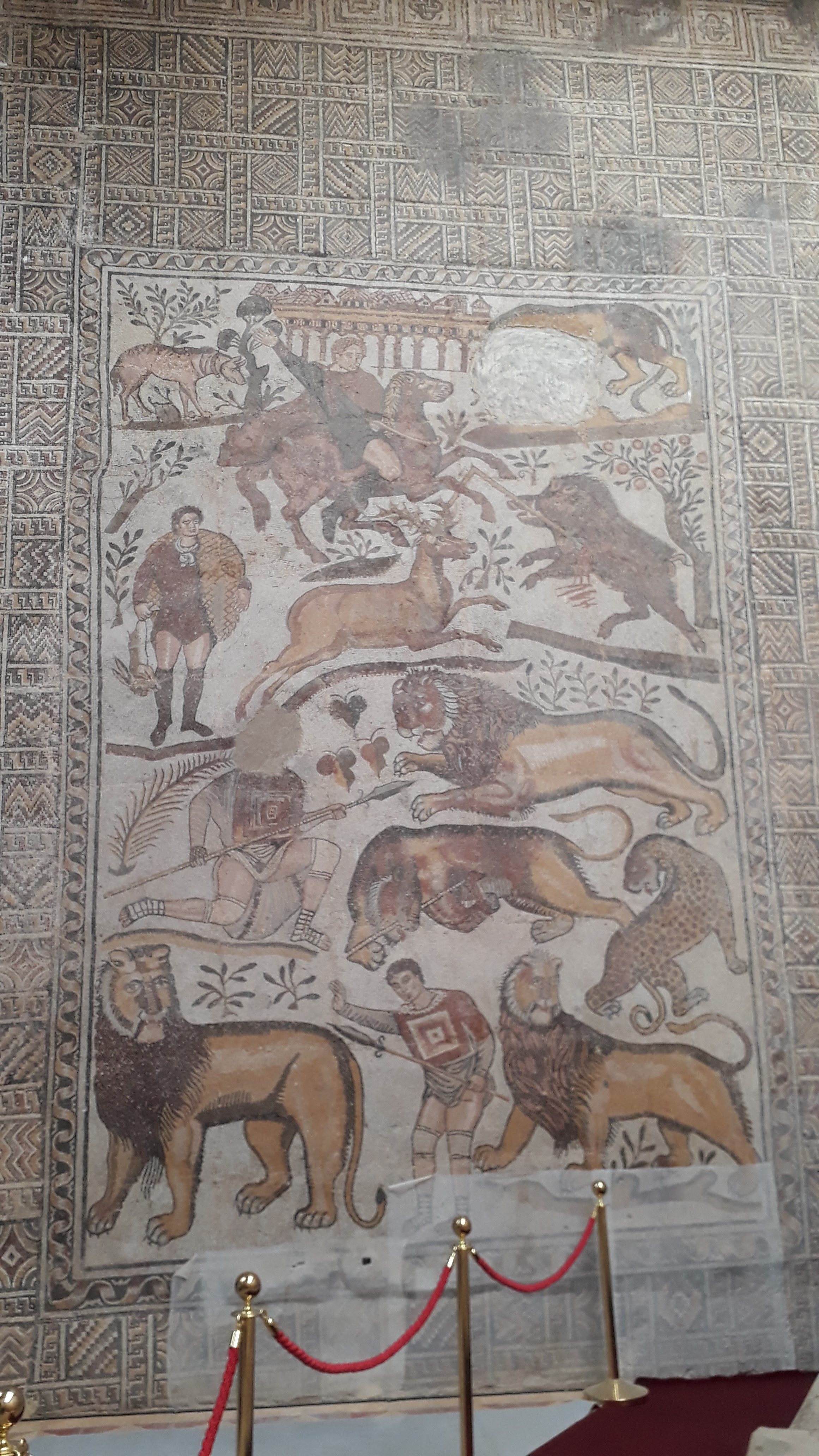
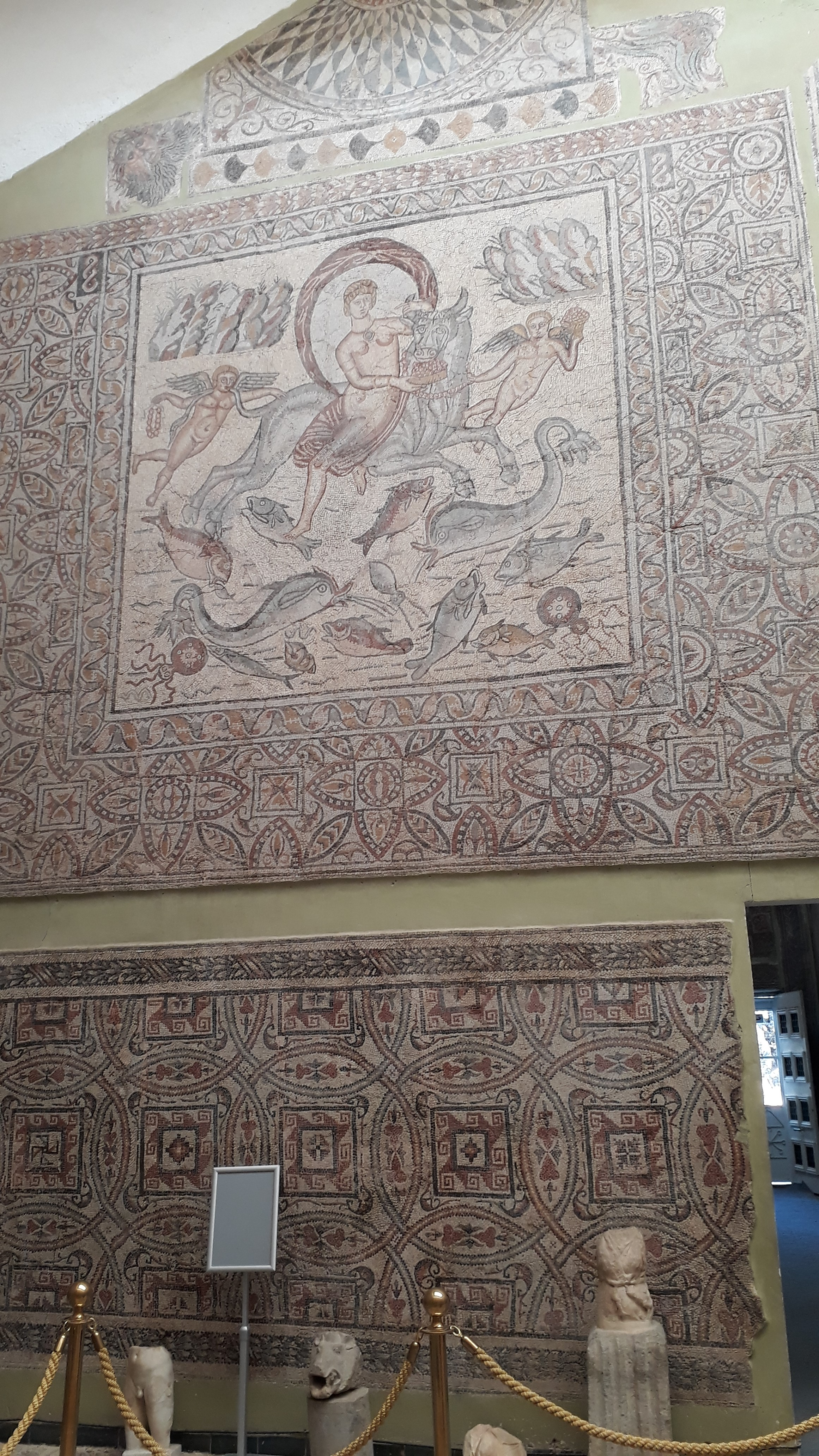
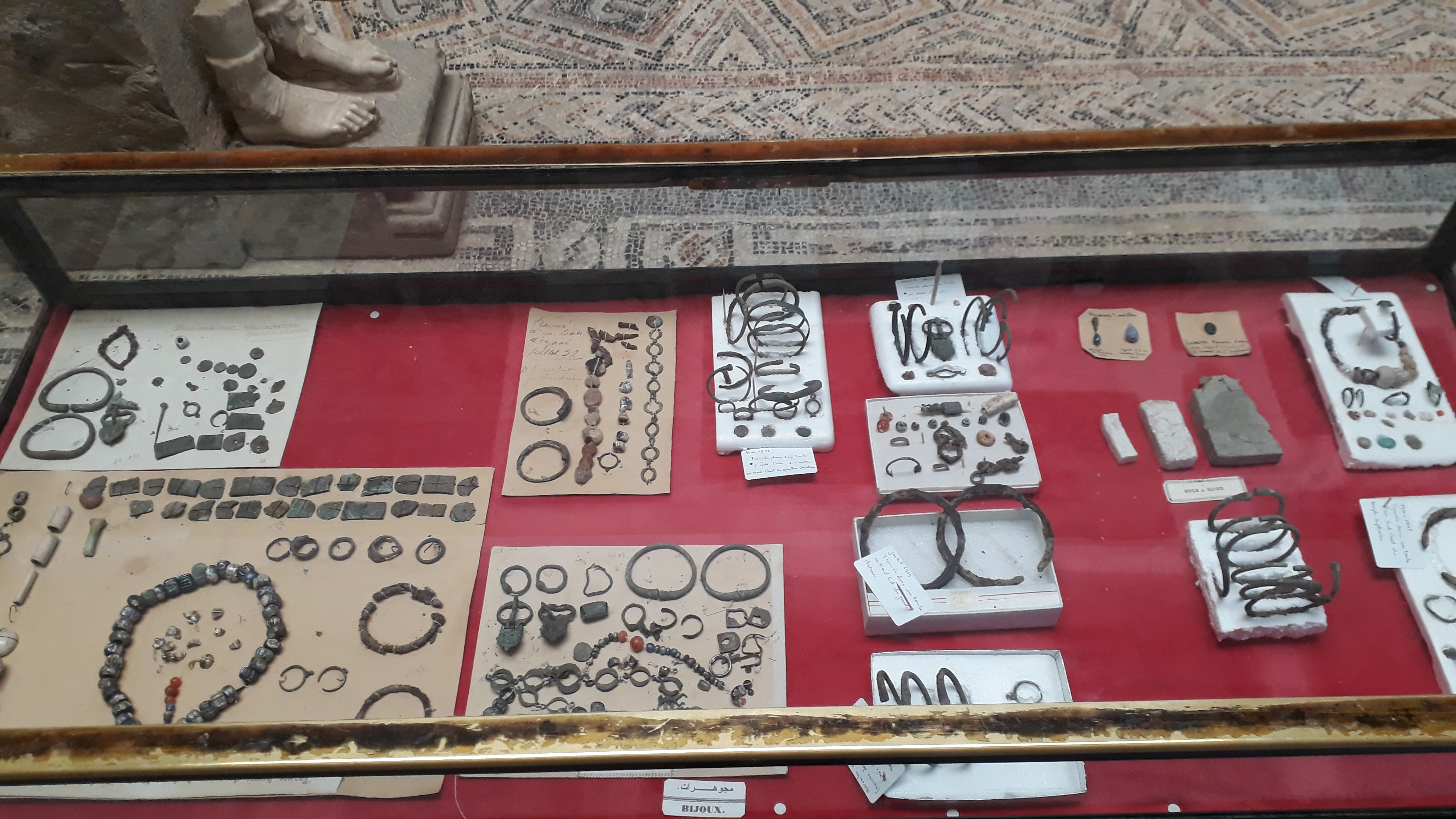
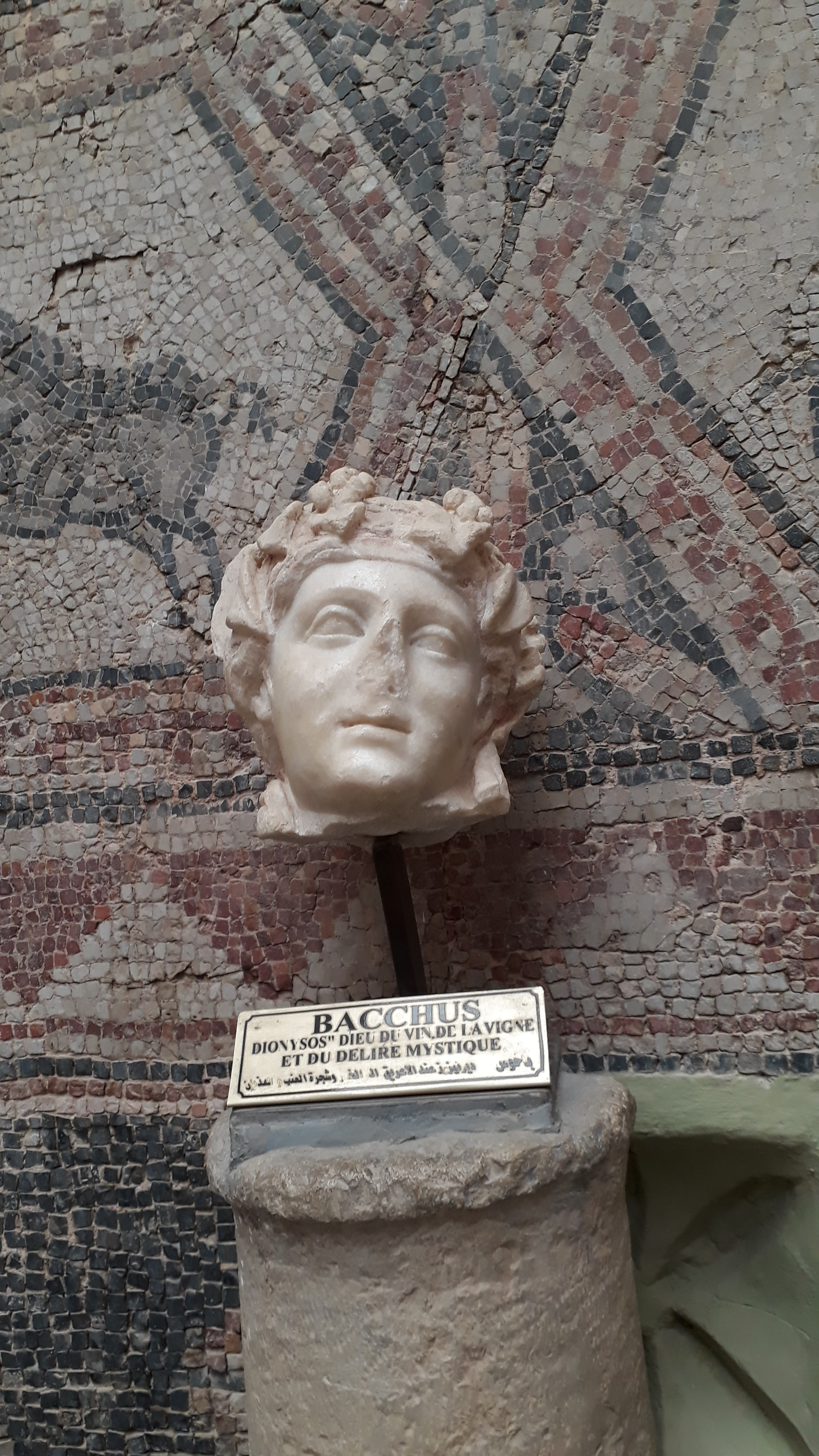
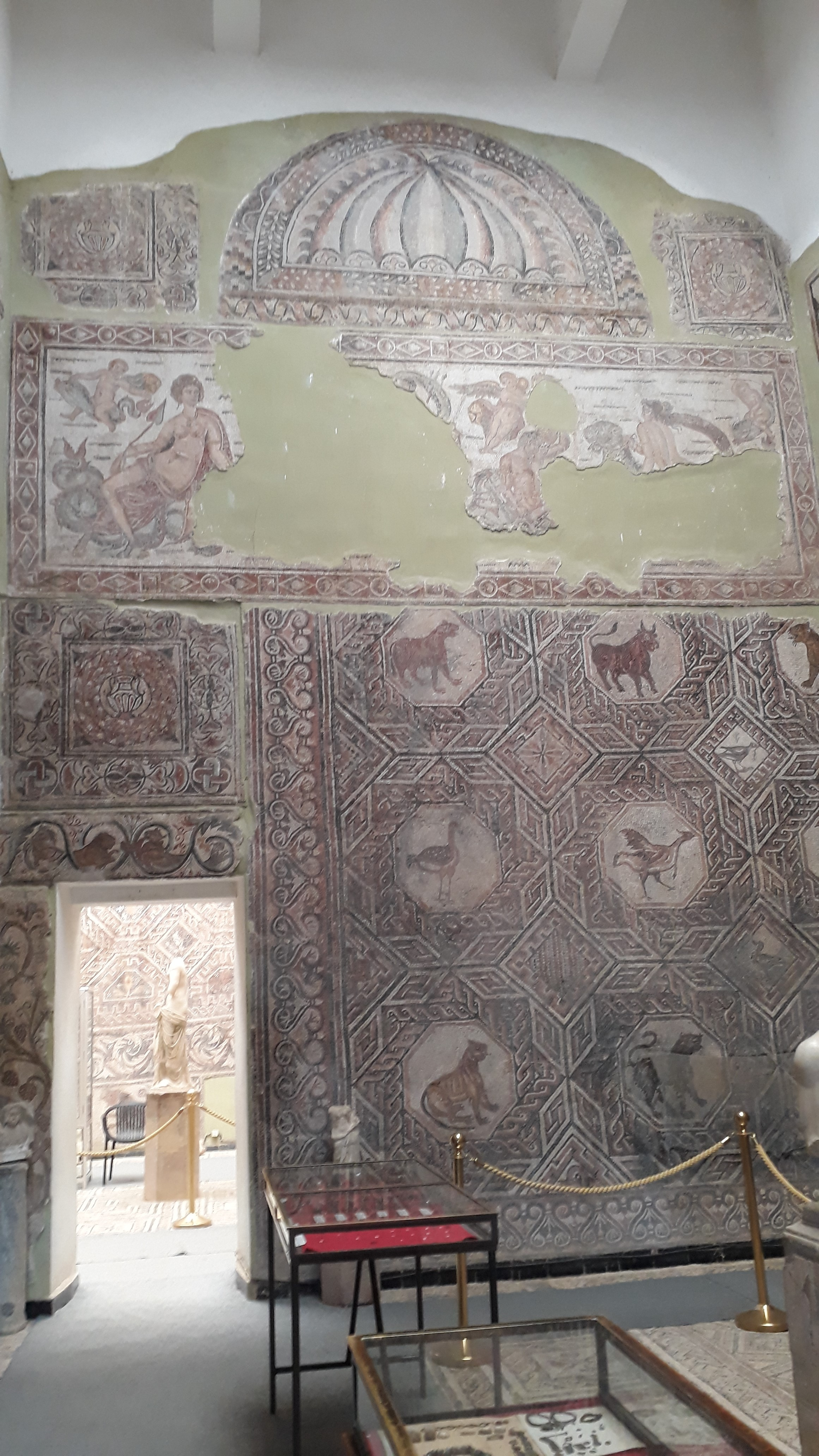
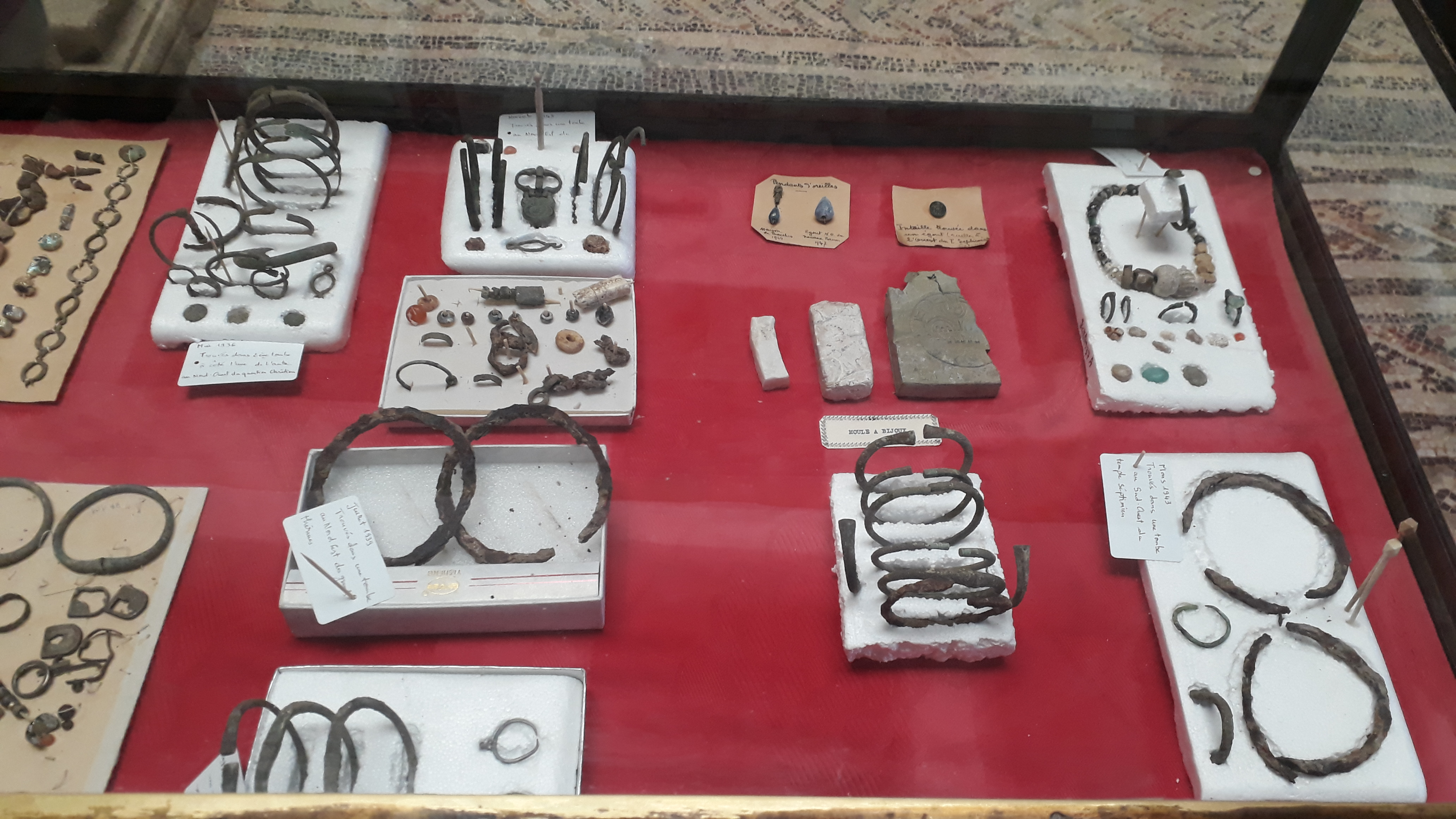
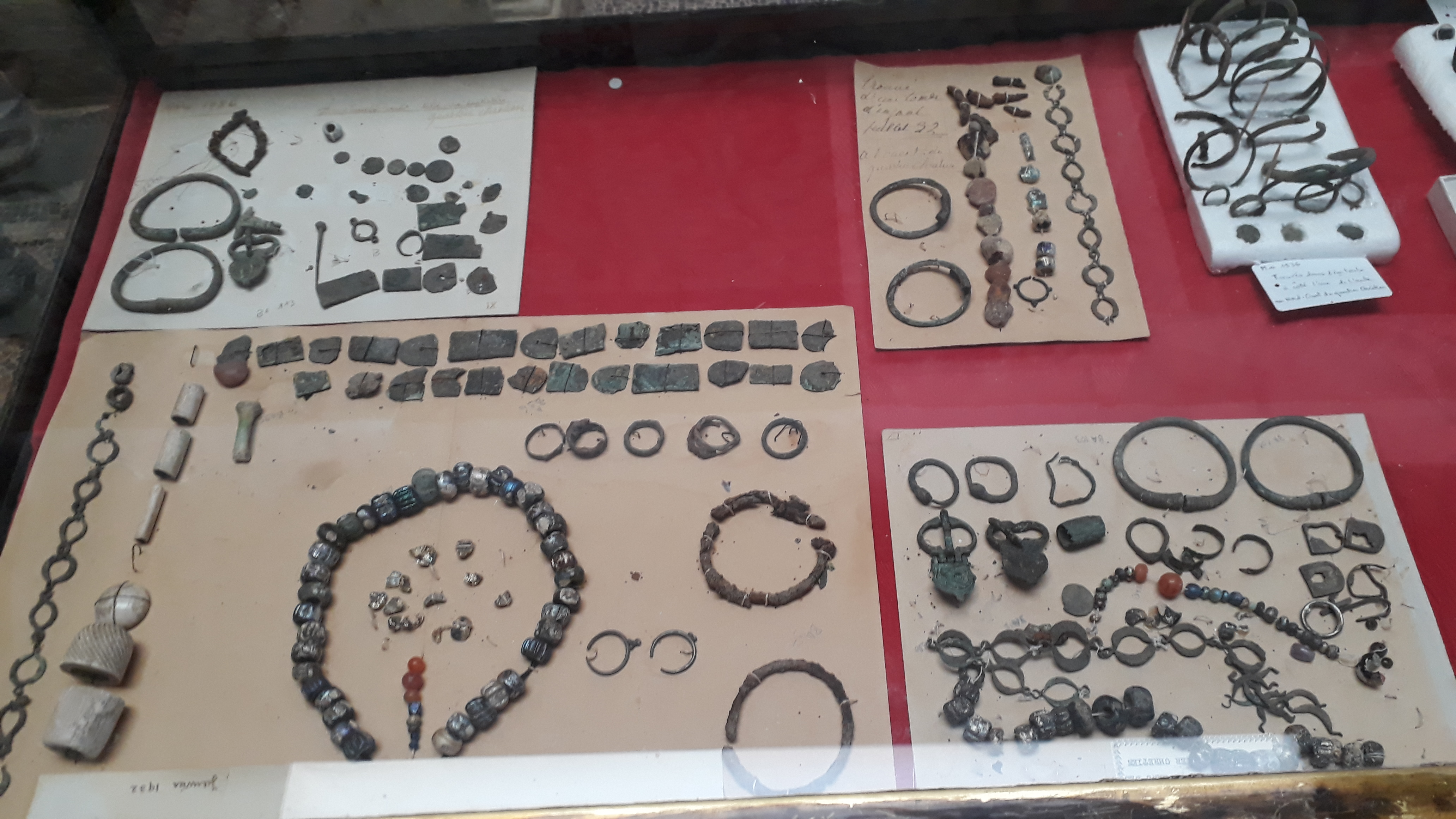
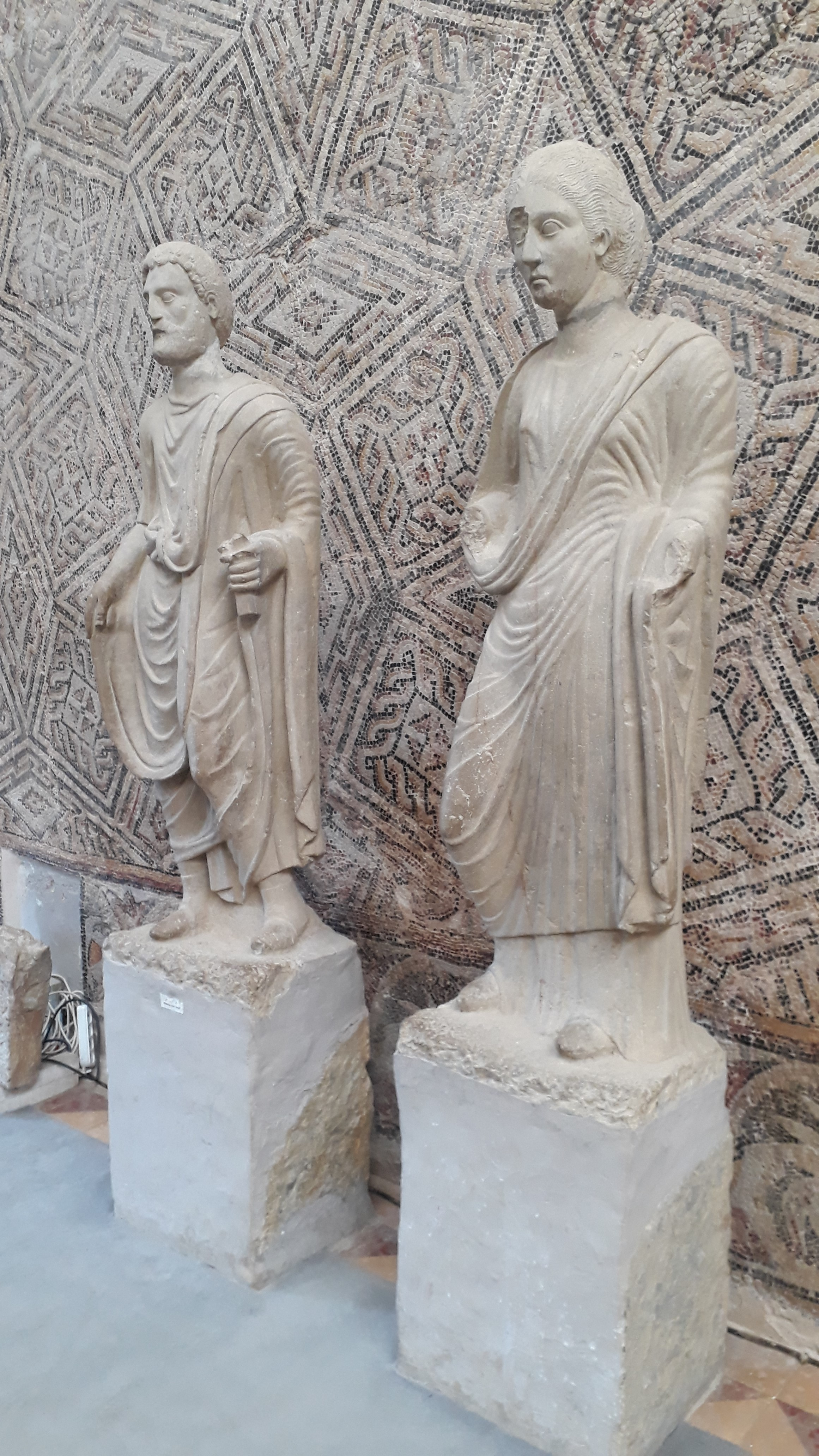
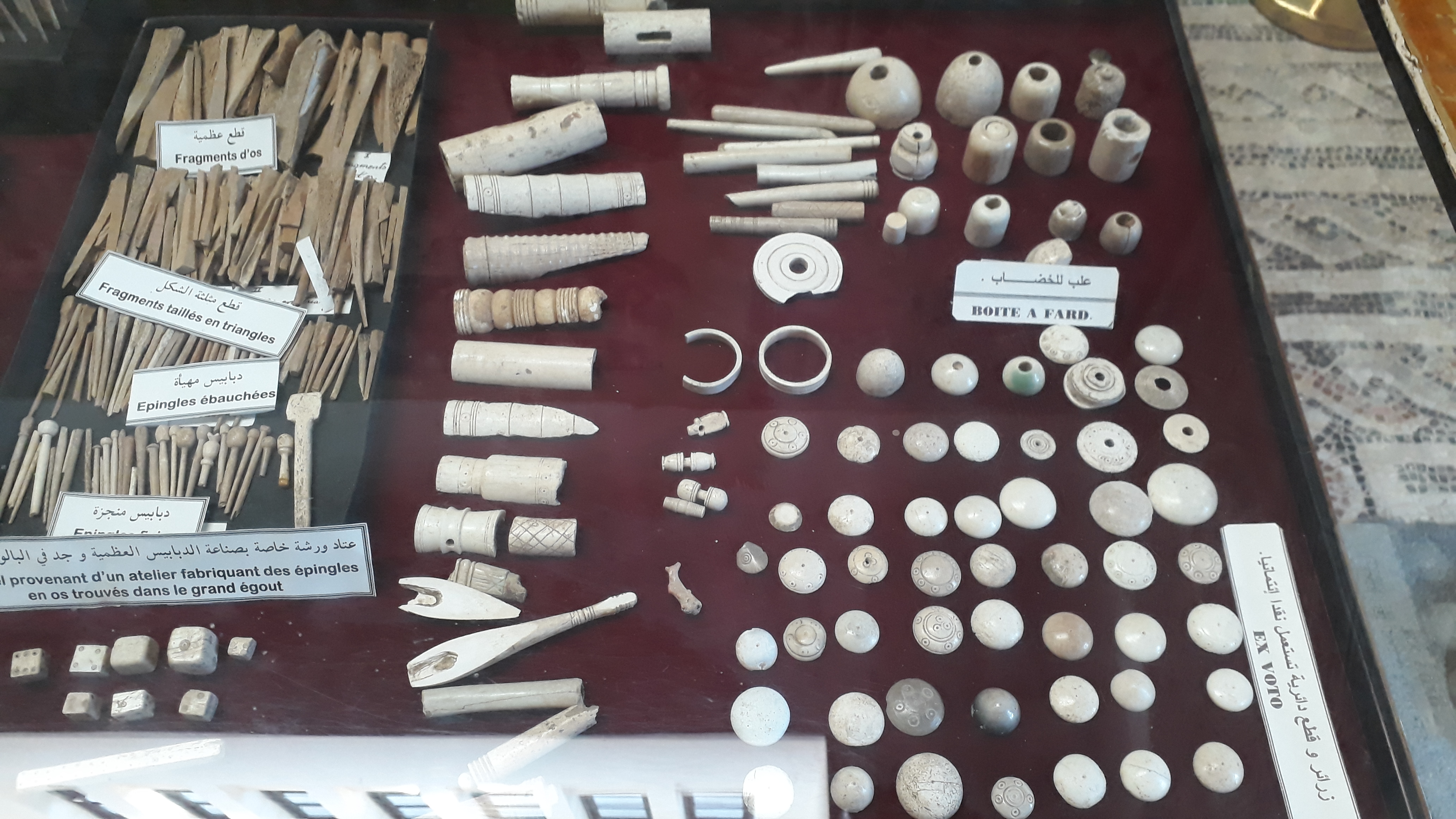
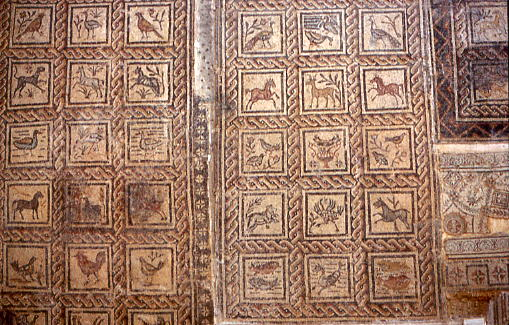
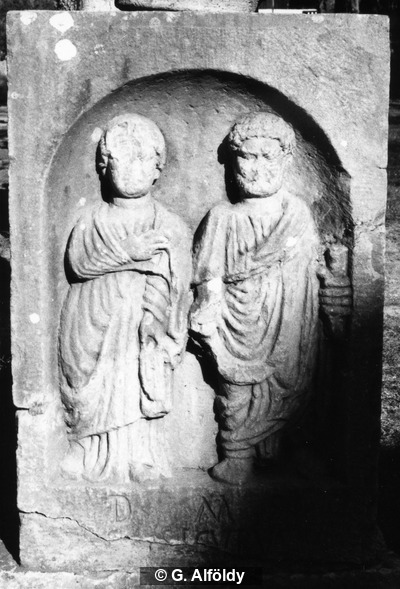
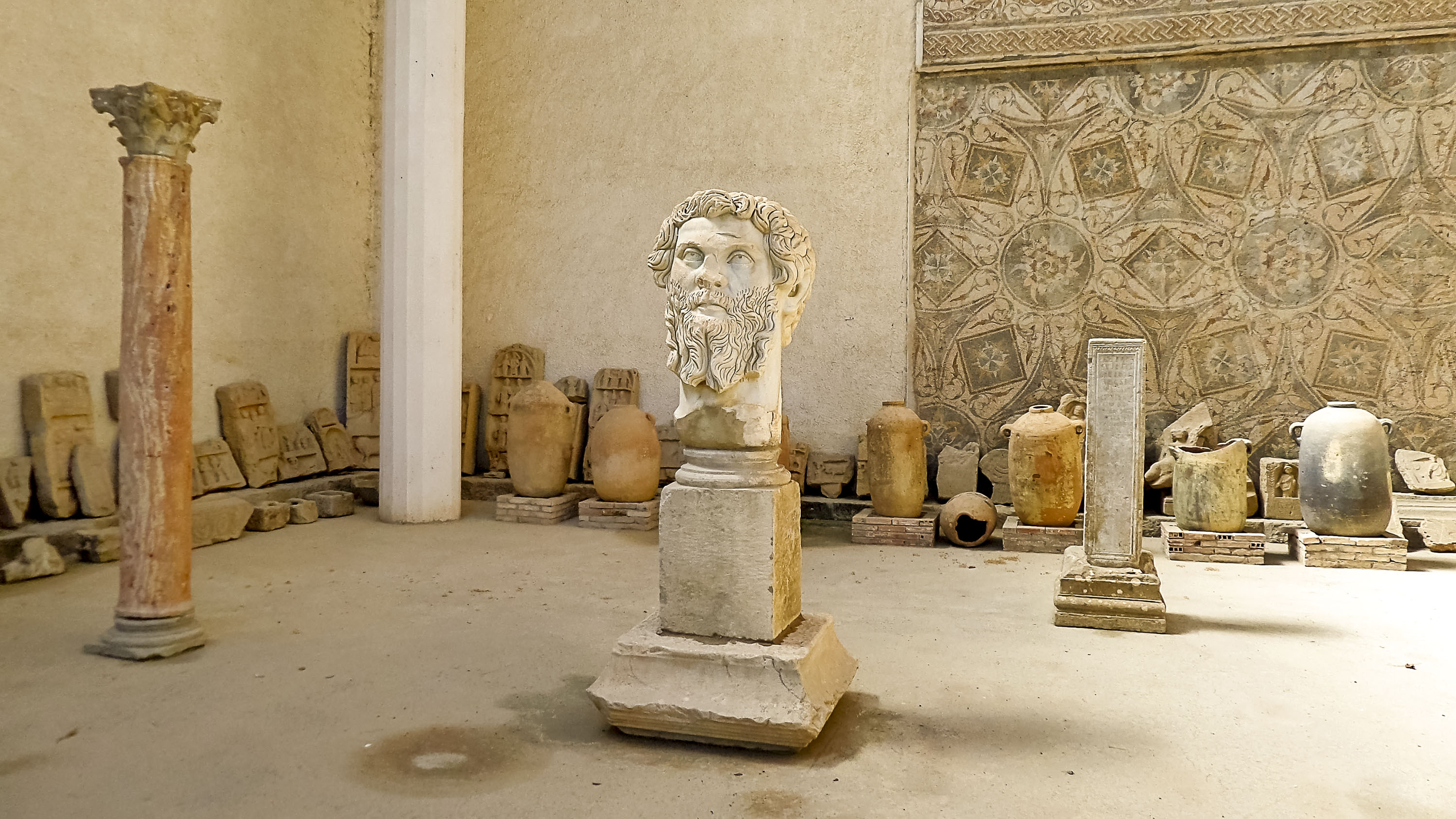
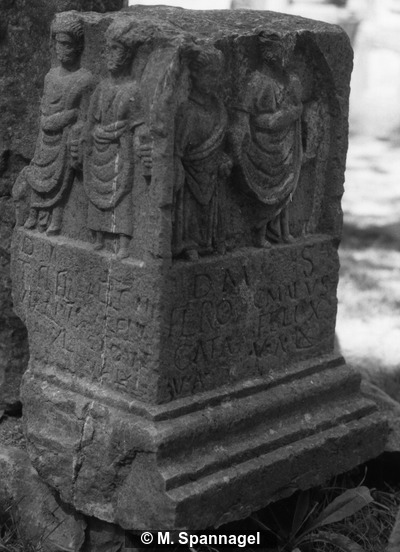
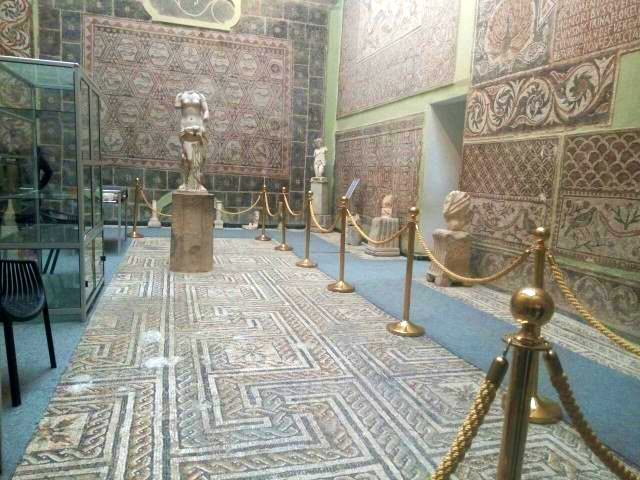
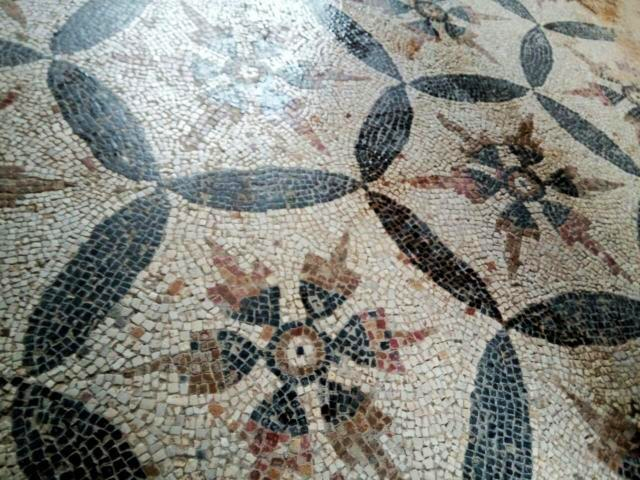
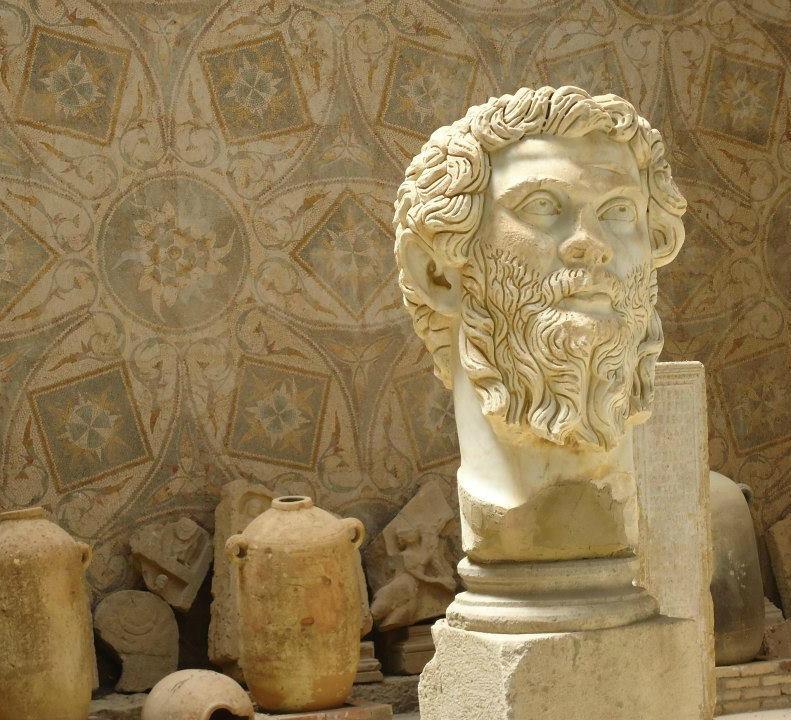
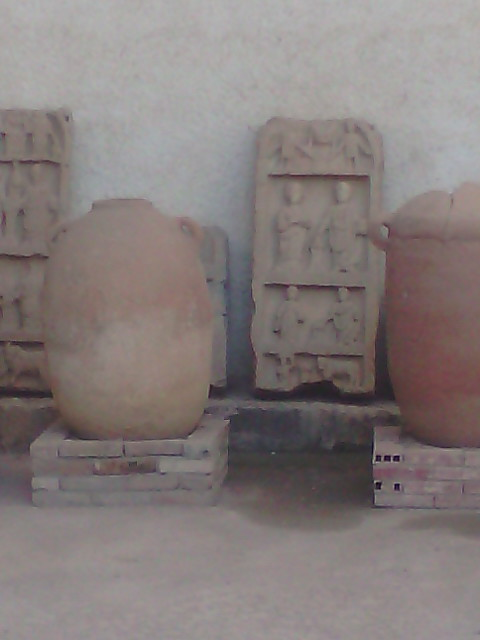
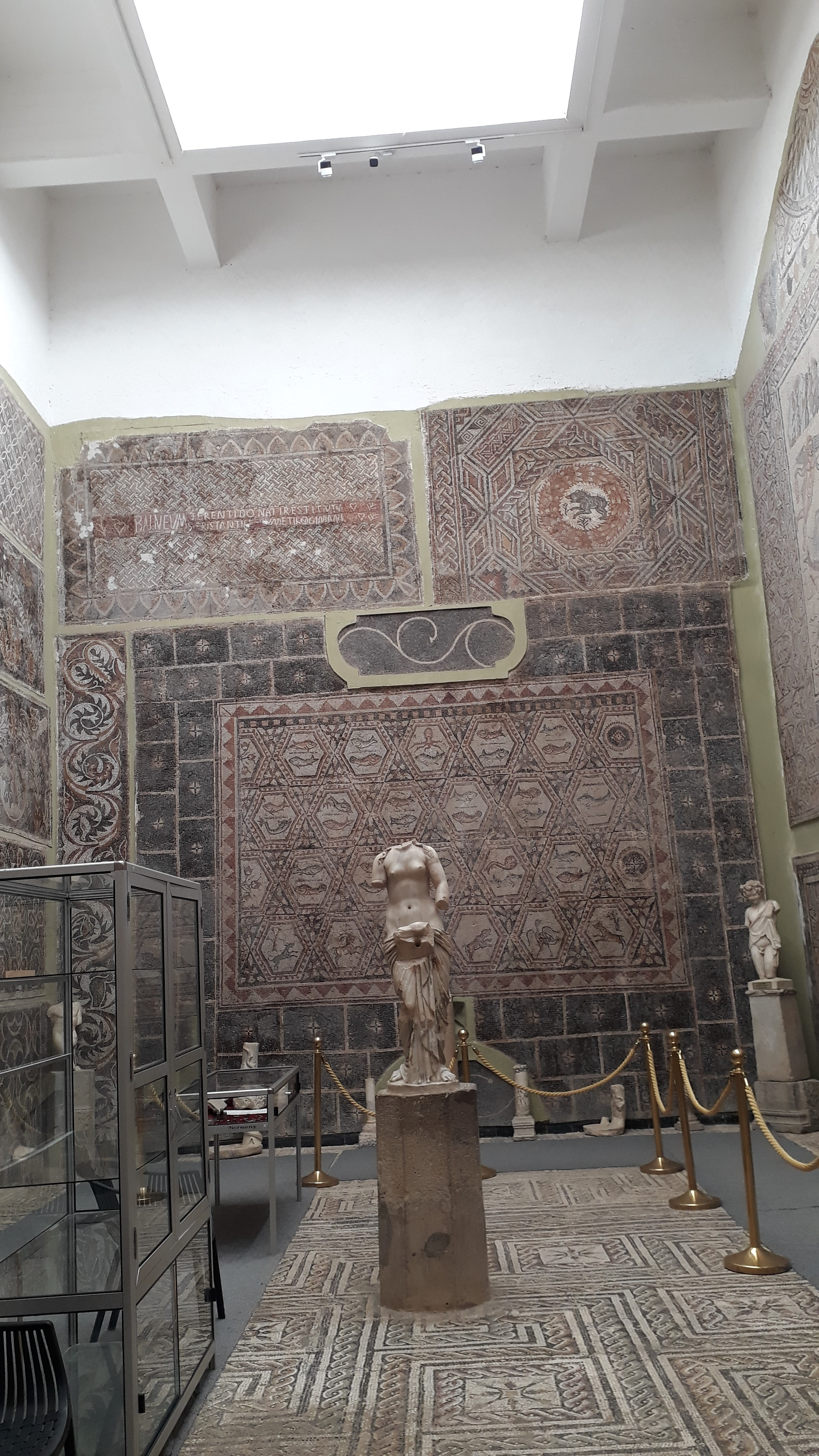
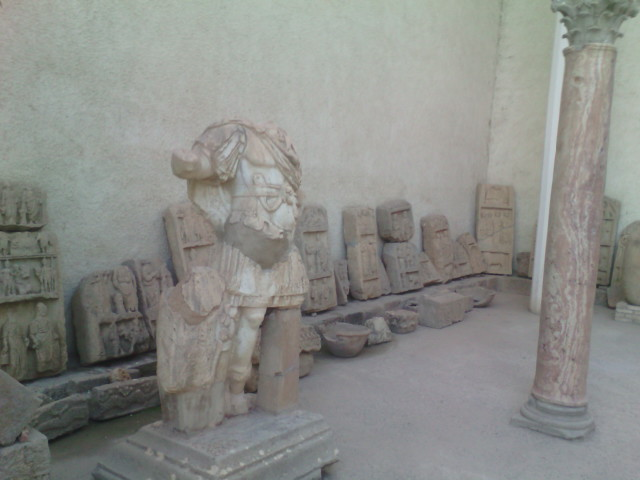
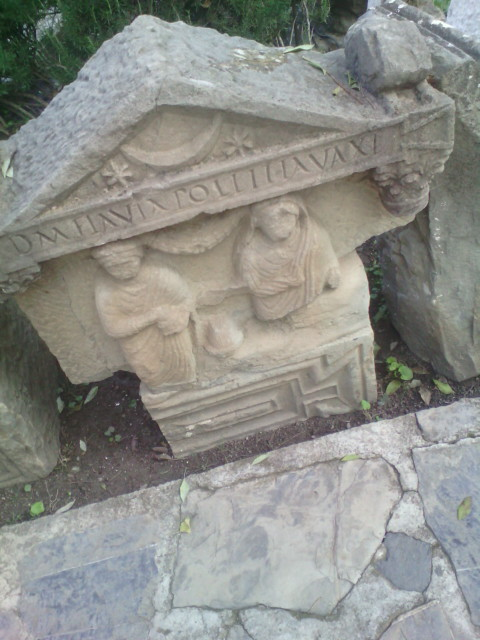
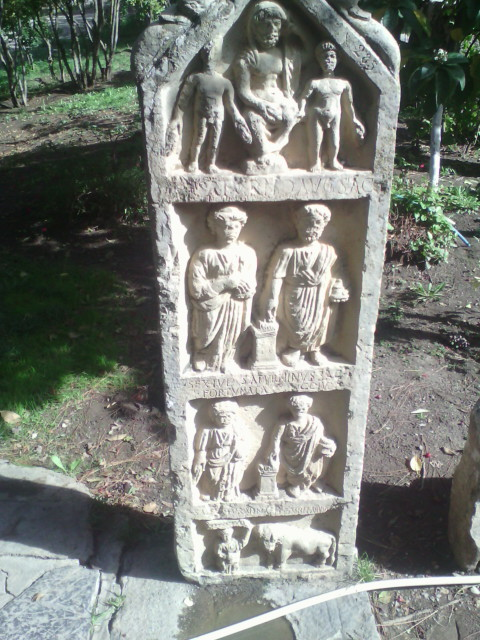
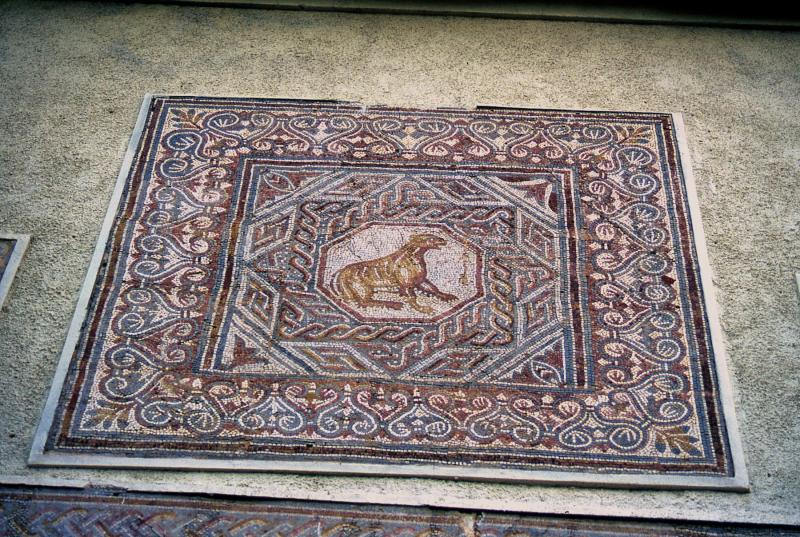
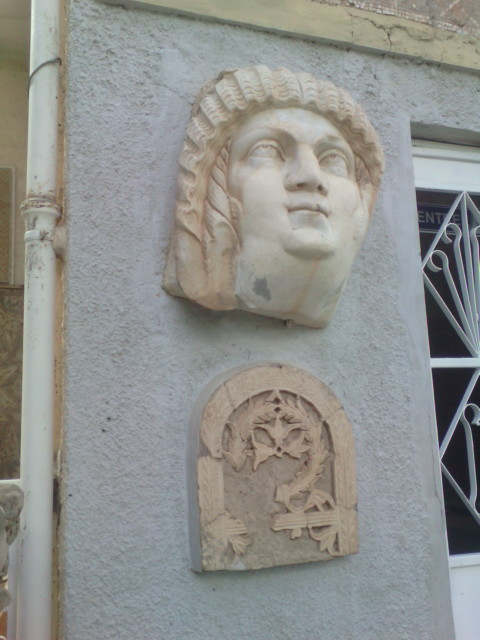
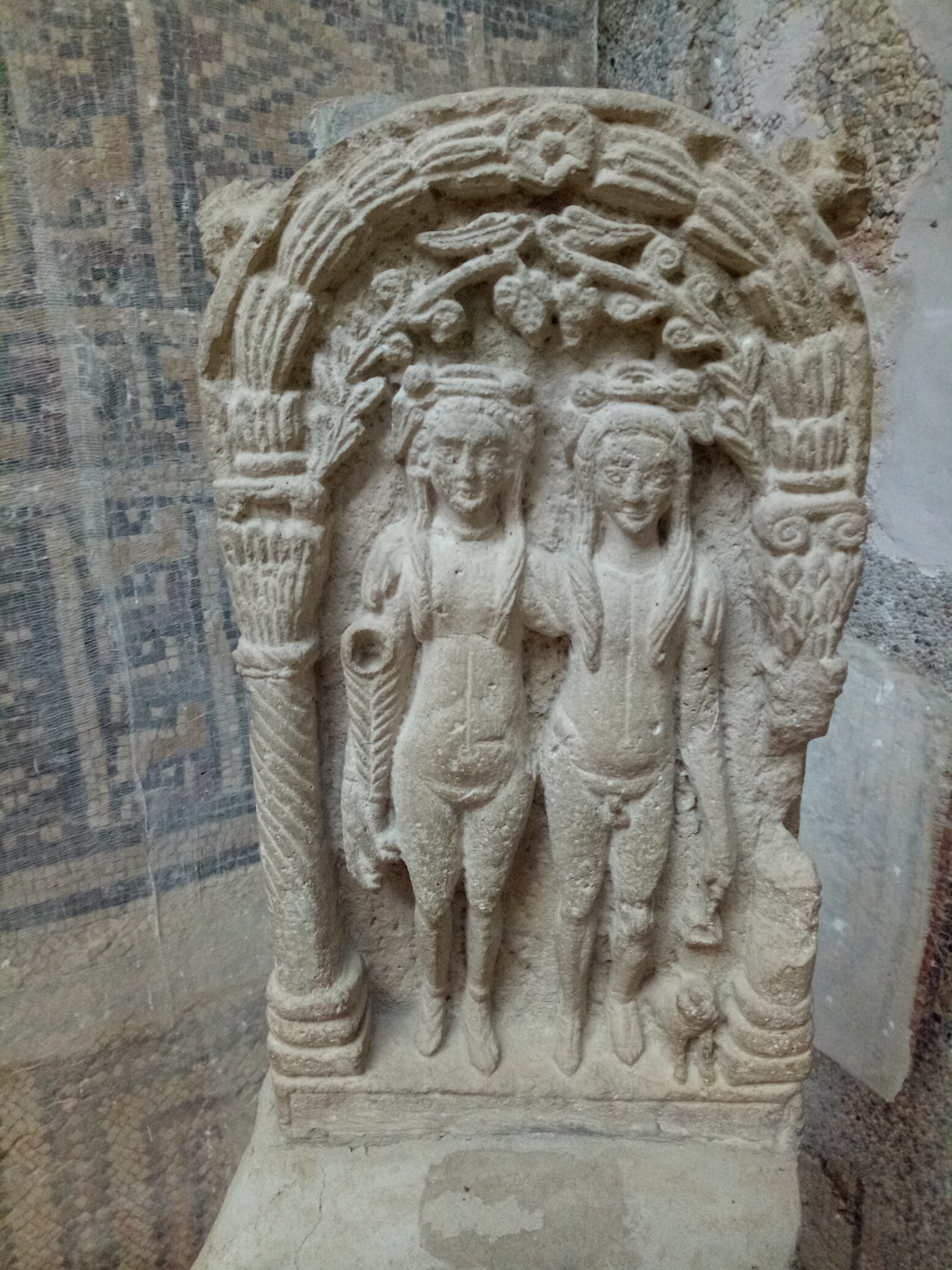
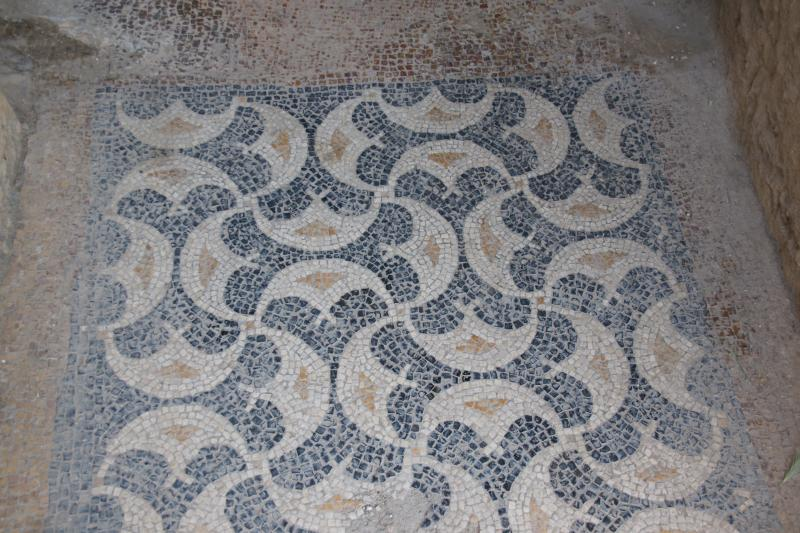
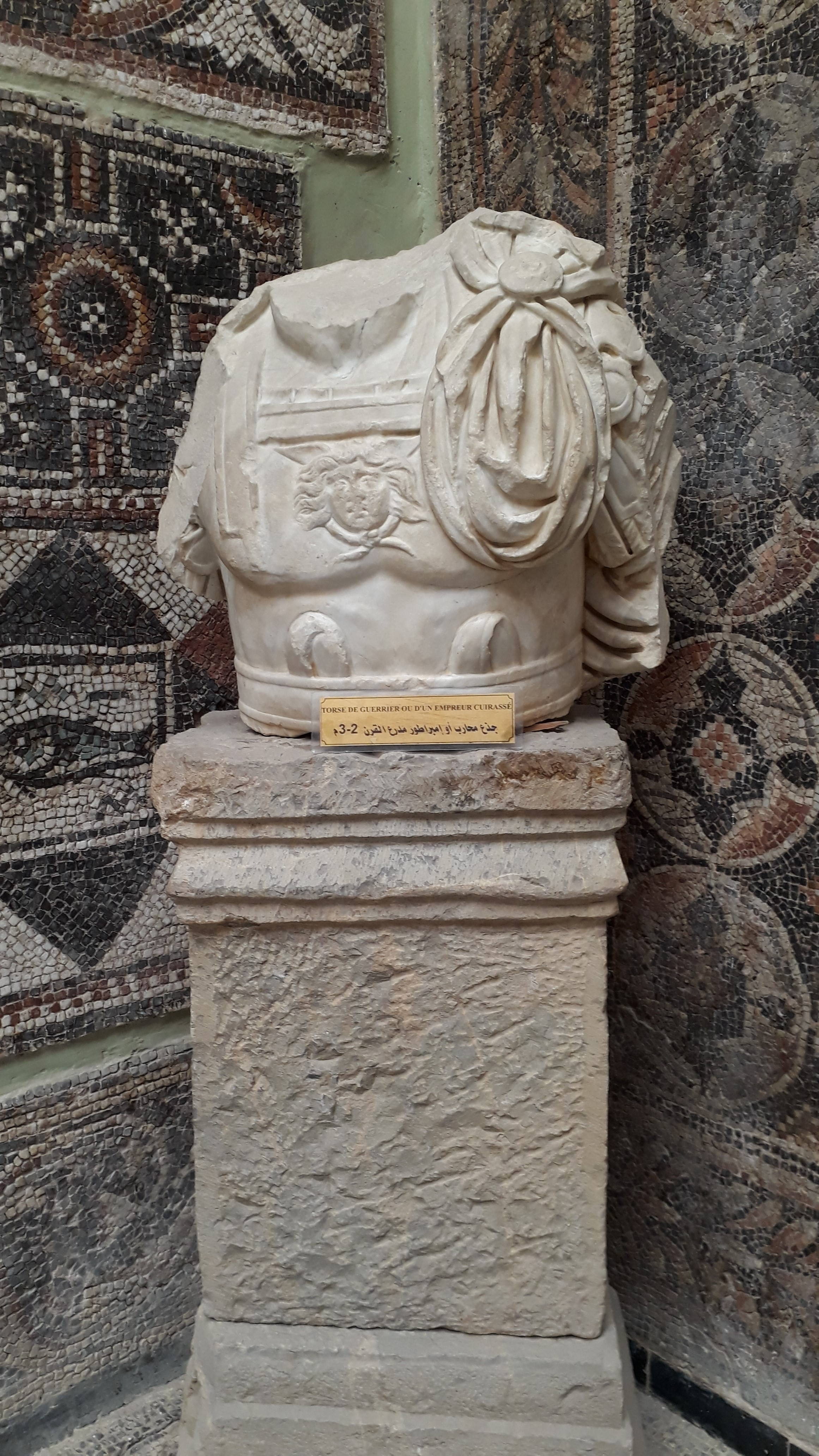

## Conservateurs
Mohamed Akli Ikharbane